# Louis De Ridder (voetballer)
Louis De Ridder (Wommelgem, 5 mei 1932 - aldaar, 13 augustus 2020) was een Belgisch voetballer.

## Levensloop
De Ridder was actief bij K. Ternesse VV uit Wommelgem van 1942 tot 1984.
Daarnaast was hij onder meer (op leenbasis) actief bij K. Liersche SK (1944-'45), US Flobecquoise (1953-'54), R. Antwerp FC (1954-'55) en Oude God Sport (1956-'57).
Hij was tewerkgesteld bij EBES.